# René Barbier de la Serre
Pour les articles homonymes, voir famille Barbier de La Serre, Barbier et La Serre (homonymie).
René Barbier de la Serre, né le 27 juin 1880 dans le 7e arrondissement de Paris et mort le 6 mars 1969 à Perrou (Orne), est un prélat français qui a joué un rôle prépondérant dans le développement du sport scolaire de l'enseignement catholique.

## Biographie
Quatrième d’une famille de cinq enfants, René Barbier de la Serre naît à Paris le 27 juin 1880. Il entre au séminaire Saint-Sulpice en 1898, après de brillantes études secondaires au collège jésuite Saint-Ignace de la Rue de Madrid, à Paris. Ordonné prêtre en 1904, il se rend à Rome de 1904 à 1906 pour préparer (avec succès) le doctorat de théologie.
À son retour à Paris, l'Église de France est en plein tourment à la suite de la séparation de l'Église et de l'État et la Compagnie de Saint-Sulpice, incertaine de l’avenir, juge opportun de faire appel à des prêtres séculiers pour renforcer ses cadres. Avec les abbés Petit de Julleville, Legris et Paulet, il est choisi en 1906 pour enseigner au grand séminaire, formant avec eux ce que l'on a appelé « Le Tiers-Ordre de Saint-Sulpice ». Il meurt le 6 mars 1969 à Perrou.

### L'enseignement privé secondaire
Ce service dure quatre ans, jusqu'en 1910, date à laquelle il suit Pierre Petit de Julleville qui prend alors, à la demande de Léon Amette, archevêque de Paris, la direction du collège Sainte-Croix de Neuilly, que les pères de Sainte-Croix ont dû quitter en 1901 et céder au diocèse.
En tant que préfet des études, il s'investit alors dans cet établissement prestigieux où il contribue au développement de l'éducation physique et des sports à une époque où la place de ces disciplines était encore des plus modeste dans l'enseignement secondaire catholique parisien.

### Le sport et la pédagogie
Membre du comité directeur de la Fédération gymnastique et sportive des patronages de France (FGSPF) aux côtés de Paul Michaux et Charles Simon, il participe à ce titre, le 10 février 1911, à l'assemblée constitutive de l'Union gymnastique et sportive de l’enseignement libre (UGSEL), alors simple commission scolaire de cette fédération.
Il en devient président en 1922 et forge l'identité profonde de cette association grâce à son sens aigu de l'éducation de la jeunesse. Pour cet éducateur chrétien, les positions sont explicites : « être est plus fondamental qu'agir ; car l'action ne vaut pas pour elle-même, mais en dépendance à une règle de vérité ». Ce primat de l'esprit ne peut néanmoins se concevoir sans une ascèse corporelle de tous les instants.
De 1948 à 1951, Barbier de la Serre assure également la présidence de la Fédération internationale sportive de l'enseignement libre (FISEC).

### L'Institut catholique de Paris et les aumôneries nationales
Nommé pro-recteur de l'Institut catholique de Paris en 1927, il y côtoie François Hébrard et collabore jusqu’en 1938 avec Alfred Baudrillart. Durant ce séjour dans la maison des Carmes, il est nommé protonotaire apostolique le 10 janvier 1928, secrétaire général du comité national de l'enseignement libre en 1931 et chanoine honoraire de la cathédrale de Paris en janvier 1936.
À la veille de la guerre, le surmenage l'oblige à quitter Paris ; il se réfugie à Rouen pour quelques années de repos très relatif comme vicaire général de son ami, le cardinal Petit de Julleville.
Dès 1942, le cardinal Suhard lui confie l'aumônerie générale des guides de France et celle de la Fédération française des étudiants catholiques. Il quitte ces fonctions successivement en 1948 et en 1951 pour se consacrer exclusivement au soutien du clergé rural et partager la vie quotidienne des prêtres du diocèse de Sées. Il est alors nommé chanoine honoraire de la cathédrale de Sées en 1953.

## Distinctions
René Barbier de la Serre est :
- titulaire de la croix de guerre 1914-1918[7] avec citation à l’ordre du corps d'armée « pour avoir fait preuve d'un dévouement admirable dans son service de brancardier les 29 janvier, 6 avril, 21 et 30 juin 1915 » ;
- chevalier de la Légion d'honneur, par décret du 30 août 1949.

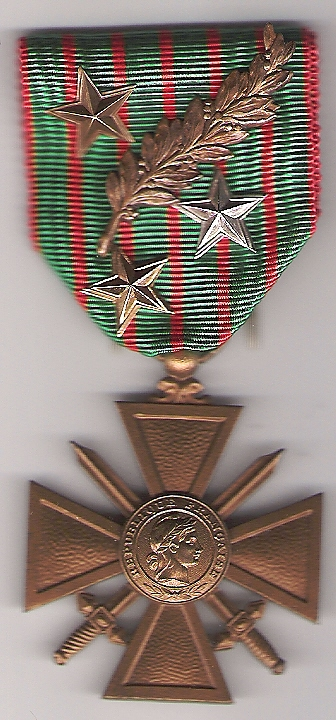
Croix de guerre 1914-1918.
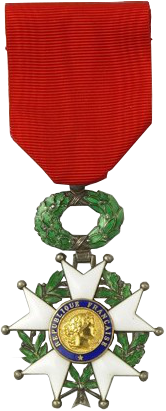
Médaille de chevalier de la Légion d'honneur.